# Dema (futebolista)
Ademar Lucazechi, mais conhecido como Dema, (São Paulo, 1 de agosto de 1928 — Piracicaba, 17 de dezembro de 2008) foi um futebolista brasileiro, que atuava como volante.

## Carreira

### Jogador
Dema iniciou sua carreira profissional em 1947, pelo Ypiranga. Durante os anos em que passou no clube, conquistou os Torneios Início de 1948 e 1950.
Transferiu-se para o Palmeiras em 1951, e nesse ano conquistou a Copa Rio, em que jogou todas as partidas, e o Torneio Rio-São Paulo. Permaneceu no clube até 1958, onde fez 287 jogos e não marcou gols.
Encerrou sua carreira no XV de Piracicaba em 1965.

### Treinador
Ainda teve uma carreira de treinador, seu melhor resultado foi o vice-campeonato do Campeonato Paulista de 1976 com o XV de Piracicaba.
Em 2013, foi eleito o treinador da Seleção do Centenário do XV de Piracicaba.

### Morte
Dema faleceu no dia 17 de dezembro de 2008, aos 80 anos, vítima de mal de Alzheimer e câncer.

## Títulos
Ypiranga
- Torneio Início Paulista: 1948 e 1950

Palmeiras
- Copa Rio Internacional: 1951
- x  Torneio Rio-São Paulo: 1951